# Knoxville, Illinois
Knoxville là một thành phố thuộc quận Knox, tiểu bang Illinois, Hoa Kỳ. Năm 2010, dân số của thành phố này là 2911 người.

## Dân số
Dân số qua các năm:
- Năm 2000: 3183 người.
- Năm 2010: 2911 người.